# Herb Wągrowca
Herb Wągrowca – jeden z symboli miasta Wągrowiec w postaci herbu.

## Wygląd i symbolika
Tarcza herbowa jest podzielona na cztery części. W polu pierwszym (heraldycznie prawe górne pole) żółtym zbrojne srebrnym mieczem ramię, w polu drugim, błękitnym półpostać mnicha w szacie biało-czarnej, w polu trzecim (heraldycznie prawe dolne pole) białym stylizowana czerwona litera „W”, w polu czwartym czerwonym srebrny topór.
Litera „W” nawiązuje do nazwy miasta, mnich symbolizuje zakon cystersów, do którego niegdyś należało miasto, topór nawiązuje do herbu szlacheckiego Topór.

## Historia
Od XV wieku w pieczęciach miejskich przedstawiano jedynie modlącego się zakonnika. Tarcza czwórdzielna pojawiła się na przełomie XVIII i XIX wieku. Początkowo ramię zbrojne było koloru czarnego, a topór miał złoty trzonek.